# Sistema de Saunders e Hommersand
O sistema de Saunders e Hommersand é um esquema de classificação para as algas vermelhas.
Foi publicado em 2004 pelos pesquisadores e ficologistas norte-americanos Gary W. Saunders e Max Hoyt Hommersand, no American Journal of Botany:
- G. W. Saunders & M. H. Hommersand (2004). "Assessing red algal supraordinal diversity and taxonomy in the context of contemporary systematic data". American Journal of Botany 91: 1494–1507.

O sistema de Saunders e Hommersand coloca as algas vermelhas em dois filos (Cyanidiophyta e Rhodophyta), e o filo Rhodophyta subdidivido em três subfilos (Rhodellophytina, Metarhodophytina e Eurhodophytina).

## Classificação
- Domínio: Eukariota
- Reino: Plantae
- Subreino: Rhodoplantae
- Filo 1: Cyanidiophyta
  - Classe: Cyanidiophyceae
    - Ordem: Cyanidiales
      - Família: Cyanidiaceae
- Filo 2: Rhodophyta
  - Subfilo 1: Rhodellophytina
    - Classe: Rhodellophyceae
      - Ordem 1:  Porphyridiales 1
      - Ordem 2:  Stylonematales
        - Família: Stylonemataceae

      - Ordem 3:  Porphyridiales
        - Família:  Porphyridiaceae

  - Subfilo 2: Metarhodophytina (subfilo novo)
    - Classe: Compsopogonophyceae (classe nova)
      - Ordem 1: Compsopogonales
        - Famílias: Boldiaceae,  Compsopogonaceae

      - Ordem 2: Erythropeltidales
        - Família: Erythrotrichiaceae

      - Ordem 3: Rhodochaetales
        - Família: Rhodochaetaceae

  - Subfilo 3: Eurhodophytina (subfilo novo)
    - Classe 1: Bangiophyceae
      - Ordem: Bangiales
        - Família: Bangiaceae

    - Classe 2: Florideophyceae
      - Subclasse 1: Hildenbrandiophycidae (subclasse nova)
        - Ordem: Hildenbrandiales
          - Família: Hildenbrandiaceae

      - Subclasse 2: Nemaliophycidae
        - Ordem 1: Acrochaetiales
          - Família: Acrochaetiaceae

        - Ordem 2: Balbianiales
        - Ordem 3: Balliales
        - Ordem 4: Batrachospermales
          - Famílias: Batrochospermaceae, Lemaneaceae, Psilosiphonaceae

        - Ordem 5: Colaconematales
          - Família: Colaconemataceae

        - Ordem 6: Corallinales
          - Famílias: Corallinaceae, Sporolithaceae

        - Ordem 7: Nemaliales
          - Famílias: Galaxauraceae, Liagoraceae

        - Ordem 8: Palmariales
          - Famílias: Palmariaceae, Rhodophysemataceae, Rhodothamiellaceae

        - Ordem 9: Rhodogorgonales
        - Ordem 10: Thoreales

      - Subclasse 3: Ahnfeltiophycidae (subclasse nova)
        - Ordem 1: Ahnfeltiales
          - Família: Ahnfeltiaceae

        - Ordem 2: Pihiellales
          - Família: Pihiellaceae

      - Subclasse 4: Rhodymeniophycidae
        - Ordem 1: Bonnemaisoniales
          - Famílias: Bonnemaisoniaceae, Naccariaceae

        - Ordem 2: Ceramiales
          - Famílias: Ceramiaceae, Dasyaceae, Delesseriaceae, Rhodomelaceae

        - Ordem 3: Gelidiales
        - Ordem 4: Gigartinales
          - Famílias: Acrosymphytaceae, Acrotylaceae, Areschougiaceae, Blinksiaceae, Calosiphoniaceae, Caulacanthaceae, Corynocystaceae, Cruoriaceae, Cubiculosporaceae, Cystocloniaceae, Dicranemataceae, Dumontiaceae, Endocladiaceae, Furcellariaceae, Gainiaceae, Gigartinaceae, Gloiosiphoniaceae, Haemeschariaceae, Kallymeniaceae, Mychodeaceae, Mychodeophyllaceae, Nizymeniaceae, Petrocelidaceae, Peyssonneliaceae, Phacelocarpaceae, Phyllophoraceae, Polyideaceae, Rhizophyllidaceae, Rissoellaceae, Schmitziellaceae, Solieriaceae, Sphaerococcaceae, Tichocarpaceae.

        - Ordem 5: Gracilariales
          - Famílias: Gracilariaceae, Pterocladiophyllaceae

        - Ordem 6: Halymeniales
          - Famílias: Halymeniaceae, Sebdeniaceae, Tsengiaceae

        - Ordem 7: Nemastomatales
          - Famílias: Nemastomataceae, Schizymeniaceae

        - Ordem 8: Plocamiales
          - Famílias: Plocamiaceae, Pseudoanemoniaceae, Sarcodiaceae

        - Ordem 9: Rodhymeniales
          - Famílias: Champiaceae, Faucheaceae, Lomentariaceae, Rhodymeniaceae